# Rollfigurer i Myst
Det här är en förteckning över rollfigurer i berättelsen om Myst.

## Atrus
Atrus föddes 1755 i nuvarande New Mexico, som son till Leira (Keta) och Gehn. Olyckligtvis var Leira svårt sjuk och dog strax efter att hon fött sitt första barn, varpå Gehn övergav Atrus och lämnade honom till sin mor, Anna (Ti'ana). Atrus växte således upp på den mycket avlägsna och isolerade ökenplatsen "Klyftan", som Anna hade gjort till sitt hem åratal tidigare. Hon döpte Atrus efter hans farfar och uppfostrade honom helt på egen hand. Tack vare henne, utvecklade han en mycket frågvis och forskande natur, vilket skulle komma att hjälpa honom mycket i framtiden. Hon berättade historier om den uråldriga, men nu förstörd civilisation D'ni, som levde i en enorm, underjordisk stad och som skrev så fantastiska berättelser, att de blev verkliga.
Efter ungefär fjorton år kom Gehn tillbaks för att hämta sin son och föra honom till D'ni. Där fick Atrus veta, att D'nis imperium inte bara var verklighet, utan även att han var en av de sista överlevarna. D'ni hade utvecklat konsten, "the Art", att skapa länkar till andra eror (eng. "ages") genom att exakt beskriva dem i speciella böcker och detta lärde sig Atrus av sin far. Gehn var dock övertygad om, att han faktiskt skapade erorna och dess folk av ingenting, vilket så småningom medförde, att han ansåg sig själv vara en gud.
Ju mer tid Atrus tillbringade i D'ni och ju fler eror han besökte, desto mer övertygad blev han om att erorna fanns där långt innan de blivit beskrivna i böckerna. Detta skulle leda till, att han hamnade i en djup konflikt med sin far, vilken slutade med att Gehn låste in Atrus i D'ni. Han lämnade endast en utväg: en länk till en era, som Gehn döpt till Age 5. Atrus tog sig till Age 5, där han snart träffade befolkningen och fick veta, att erans verkliga namn var "Riven". Inom en kort tid visade det sig även, att Gehn hade förslavat befolkningen och planerade försöka bygga upp D'ni igen, utifrån sin förvridna syn på imperiet och the Art. På Riven träffade även Atrus en ung kvinna vid namn Katran. Han kunde emellertid inte uttala hennes namn korrekt och kallade henne därför "Catherine". Gehn utnyttjade även henne i sina planer och hade också lärt henne the Art. Han trodde dock inte, att hon var kapabel till att skapa länkar, då hon inte var D'ni. Han planerade även att gifta sig med henne, mot hennes vilja. Hon blev däremot förälskad i Atrus och tillsammans lyckades de fånga Gehn på Riven och själva fly till Myst, en era skapad av Catherine och Anna. Anna hade följt efter Atrus och Gehn till D'ni, där hon av misstag träffade Catherine.
Atrus gifte sig med Catherine strax efter händelserna på Riven och inte långt senare föddes deras två söner, Sirrus och Achenar. Anna levde även tillsammans med familjen på Myst fram till sin död. Sirrus och Achenar skulle dock visa sig vara lika hänsynslösa som sin farfar, Gehn. De blev aldrig undervisade om the Art, men i hemlighet reste de till de olika erorna och plundrade dem. De planerade även att döda sina föräldrar, men lyckligtvis blev de påkomna innan dess. Atrus skrev då två speciella eror, utformade för att fungera som fängelser åt sina söner. De länkade till erorna och blev fast, men tyvärr hade de även lyckats fånga Atrus i D'ni och Catherine på Riven, varpå Myst blev tomt och övergivet. 
Det är i det här läget det första spelet börjar och "Främlingen" träder in i bilden. Främlingen räddar först Atrus, som då bränner de två fängelseböckerna och därmed förstör länkarna. I det andra spelet reser Främlingen till Riven, där Gehn har tillfångatagit Catherine och lyckas rädda befolkningen från att förgöras tillsammans med den nu instabila eror. Atrus och Catherine återförenas igen och flyttar till ett nytt hem.
Tillsammans började de sedan utforska resterna av D'ni och sakta, men säkert återuppbyggdes imperiet. Atrus insåg dock snart, att om de skulle flytta tillbaks till D'ni, skulle deras gamla misstag upprepas och han började därför skriva på en ny era: Releeshahn. Samtidigt flyttade också paret till Tomahna, en plats på Jorden.
Tio år efter Myst och Riven föddes deras tredje barn, Yeesha och efter ytterligare tio år lyckades Sirrus fly från sitt fängelse. Han befriade sedan Achenar, som dock hade börjat ångra sig. Vid slutet på Myst IV: Revelation blev båda bröderna dödade.
Atrus var en fjärdedel D'ni, vilket gav honom en längre livslängd än andra människor. Hans dödsdatum är dock inte känt. Enligt vissa källor skulle han ha dött en tid efter spelet Myst IV: Revelation, men innan Myst V: End of Ages. Andra källor har påstått, att han i berättelsen ännu lever.

## Catherine (Katran)
Katran föddes omkring år 1757 (jordetid) på Riven, en era beskriven i Mystberättelsen. Gehn kom till deras övärld och påstod sig ha skapat dem och hela deras omgivning, för att sedan börja dela in befolkningen i olika grupper. Katran valdes ut till elitgruppen, som Gehn undervisade i "the Art", konsten att skapa länkar till andra eror genom att exakt beskriva dem i speciella böcker. Han trodde dock inte att någon av dem faktiskt kunde skapa dessa länkar, då de inte tillhörde D'nicivilisationen. Det visade sig dock att Katran kunde skriva, även om Gehn aldrig fick reda på det. Gehn tog med sig folk från "sina" eror till D'ni och vid ett sådant tillfälle stötte Katran på Anna (Ti'ana). De två började göra upp en plan för hur de skulle fängsla Gehn och Rivens rebellrörelse bildades. Katran och Anna började även skriva på Myst, till vilken de planerade att ta sin flykt.
Gehn bestämde även, att Katran skulle gifta sig med honom, vilket hon låtsades gå med på. Vid samma tid dök Gehns son, Atrus, upp. Han döpte ofrivilligt om Katran till Catherine, då han inte kunde uttala hennes namn korrekt. Tillsammans lyckades de fånga Gehn på Riven och själva fly till Myst, där de även träffade Anna. En kort tid därefter gifte sig Katran med Atrus och snart föddes även deras söner, Sirrus och Achenar.
Efter Annas död började dock sönerna resa till de olika erorna, där de plundrade befolkningen och förorsakade en hel uppsjö inbördeskrig. Atrus skrev då två fängelseeror, eror utan länk tillbaks, där sönerna låstes in. Innan dess hade de dock lyckats låsa in Atrus i D'ni och Katran på Riven. Det är vid den här tiden det första Mystspelet börjar och "Främlingen" gör sin entré. Främlingen lyckats befria Atrus och tillsammans fritar de sedan även Katran och räddar Rivens befolkning undan Gehn och säker undergång. 
Katran och Atrus utforskar sedan resterna av D'ni och samlar det som är kvar av befolkningen. Sakta, men säkert börjar de även återuppbygga civilisationen. Efter ett antal händelser bestämmer sig dock paret för att det bästa är, att D'ni skapar ett nytt hem och därför skapar Atrus Releeshahn.
De bosatte sig sedan i Tomahna på Jorden, där även deras dotter Yeesha föddes, tio år efter det första spelet.
Katrans dödsdatum är okänt, men hon antas ha dött strax innan Myst V: End of Ages.

## Sirrus och Achenar
Sirrus och Achenar är sönerna till Atrus och Catherine (Katran). De växte upp tillsammans med sin pappas farmor Anna (Ti'ana), sin far Atrus, sin mor Catherine (Katran) och sin yngre bror Sirrus på ön Myst. De två bröderna följde ofta med Atrus till de olika erorna och besökte deras befolkningar. Atrus gav dock så småningom sina söner fri tillgång till böckerna och de började resa på egen hand. Innan Annas död visade varken Sirrus eller Achenar några tendenser till våldsverkan, men efter hennes bortgång började de två bröderna förändras. Då de inte längre var övervakade började de så smått plundra de olika erorna och deras folk. Deras föräldrar var dock lyckligt ovetande om detta och Atrus bestämde sig för att lära sönerna om "the Art". För detta ändamål skrev han J'nanin, som en stor del av Myst III: Exile cirkulerar kring. Bröderna kom till sist till Narayan, den era Saavedro kom ifrån, där allt bröt samman för dem. De övertygade narayanerna att överge sina traditioner och plundrade sedan erans rikedomar, varpå ett stort inbördeskrig bröt ut. Detta gick däremot inte Atrus obemärkt förbi och som ett resultat av sönernas handlingar skrev han två fängelseeror, eror utan länk tillbaks. Han lämnade dem i biblioteket och sade till sönerna, att de två böckerna innehöll de mest fantastiska erorna han någonsin skådat. Innan de vände sig till fängelseböckerna lyckades dock bröderna fängsla Atrus i D'ni och Catherine i Riven, där hon snart tillfångatogs av Gehn. De törstade emellertid fortfarande efter mer krig och juveler, varpå de vände sig till de två böckerna. Därefter var de fast på sina respektive fängelseöar i nära trettio år. Efter att Atrus blivit räddad av "Främlingen" i Myst, bränner han böckerna. Detta ledde till ett rykte om att Sirrus och Achenar dött och varken Atrus eller Catherine gjorde några försök till att avliva ryktena.
I Myst IV: Revelation avslöjas, att bröderna i allra högsta grad är levande och att deras föräldrar faktiskt funderar på att släppa ut dem. Innan dess hinner dock Sirrus fly och kidnappa Yeesha, deras då tioåriga syster, som även lämnats ensam under "Främlingens" uppsyn. Achenar, som kommit in på bättringens väg under sin tid i fångenskap, låtsas gå med på Sirrus planer och följer honom till den fridfulla eran Serenia. Dit hittar snart även "Främlingen" och tillsammans med Achenar räddas Yeesha. Olyckligtvis dör både Sirrus och Achenar på kuppen.

### Achenar
Achenar föddes omkring år 1775 på Myst. Han är den äldste sonen till Atrus och Catherine (Katran). I Myst ses han i den blå boken, som leder till Haven. Achenar var våldsam, aggressiv, otålig och uppenbarligen ansvarig för de flesta dödsfallen under brödernas plundringståg. Haven var en mycket vild era, bebodd av en mängd olika djur, en del mer farliga, varför Achenar mycket snart blev tvungen att kämpa för sin överlevnad. Under sin tid på ön började han inse vad han hade gjort och ångrade sig djupt, till skillnad mot sin bror. I Myst IV: Revelation blev han befriad av Sirrus och låtsades gå med på dennes planer att döda resten av familjen och återuppta härjningarna, varpå de även kidnappade Yeesha. Tillsammans med "Främlingen" satte han dock punkt för den brottsliga banan för gott och räddade Yeesha. Han dog omkring år 1820 på Serenia.

### Sirrus
Sirrus föddes omkring år 1777 på Myst. Han är den andre sonen till Atrus och Catherine (Katran). I Myst ses han i den röda boken, som leder till Spire. Sirrus var den listigare av de två bröderna och var nära besatt av rikedom och skönhet. Det har även påståtts, att han var något av en alkoholist och drogberoende. Spire var, till skillnad mot Haven, en tämligen död och kall era. Den hade ingen botande effekt på Sirrus, den gjorde honom snarare ännu bittrare och hämndlysten. Då han träffade Yeesha och för första gången insåg att han hade en syster, bestämde han sig genast för att utnyttja hennes okunskap och lyckades fly. Han tog sig till Tomahna, där han kidnappade Yeesha och sedan befriade Achenar. Tillsammans tog de sig sedan till det fridfulla Serenia, där Sirrus planerade att döda Yeesha och sedan resten av familjen. Med "Främlingens" hjälp räddades dock Yeesha och de båda bröderna dog. 

Sirrus dog omkring år 1820 på Serenia.

## Yeesha
Yeesha föddes omkring år 1810 i Tomahna, som antas ligga någonstans i sydvästra USA eller norra Mexiko. Hon är dotter till Atrus och Catherine (Katran). Hon ses först i Myst III: Exile, som ett spädbarn i Catherines armar, men har en desto större roll i Myst IV: Revelation. Till skillnad från sina äldre bröder, Sirrus och Achenar, lärde hon sig "the Art" av Atrus och Catherine. Hennes föräldrar tog henne även till de andra erorna, till vilka de skrivit länkar. Hon blev speciellt förtjust i en av dem, Serenia.
Vid tio års ålder blev Yeesha kidnappad av sina bröder, som lyckats fly från sina fängelser och sedan begett sig till Tomahna, där Yeesha lämnats ensam under "Främlingens" uppsyn. Efter ett visst sökande förföljer "Främlingen" bröderna till Serenia, där deras planer snart avslöjar sig. Det visar sig, att Sirrus planerar att mörda både Yeesha och deras gemensamma föräldrar. Achenar har däremot kommit in på bättringens väg under sin tid i fångenskap och hjälper "Främlingen" att befria Yeesha. Olyckligtvis dör både Sirrus och Achenar på kuppen.
Yeesha bemästrade "the Art" bättre än någon annan före henne. Hon lyckades till och med bryta mot sådana skrivregler, som hållits för absoluta naturlagar, till exempel att en länkbok stannar kvar med personen genom länkningen. Hon tros ha blivit D'nis ledare efter Atrus och antas leva än idag.
Yeesha är D'ni för "skratt"

## Anna (Ti'ana)
Anna föddes omkring år 1695, antagligen i nuvarande sydvästra USA eller norra Mexiko. Hon växte upp i öknen tillsammans med sin far och mor, som olyckligtvis dog i en olycka i Annas tonår. Tillsammans med sin far upptäckte hon den tunnel, som leder till den uråldriga civilisationen D'ni. Efter sin fars död bestämmer sig Anna för att själv gå ner i tunneln och upptäcker därmed D'ni. Hon var den första människan från jordytan, att besöka civilisationen och inte förrän dess var D'ni säkra på, att deras era delades av andra människor.
Anna fängslades först, men efter att ha lärt sig språket och blivit grundligt förhörd sattes hon att bo hos Gillesmästare Kahlis och hans familj. Hon blev snabbt mycket god vän med sonen, Aitrus, men av desto fler var hon ogillad. Speciellt en ung man vid namn Veovis ansåg, att hon borde sättas i en fängelseera eller till och med dödas. Hon gifte sig dock med Aitrus och erkändes som en medborgare av D'ni. Det var även Aitrus som gav Anna hennes D'ninamn, Ti'ana (berättare), som inte bara passade hennes försmak för att berätta historier, utan även var lättare för D'ni att uttala. Tillsammans med Aitrus fick hon sonen Gehn. Efter Veovis revolution och D'nis förfall flydde hon och Gehn till ytan, där de bosatte sig vid "Klyftan".
Efter några år lämnade Gehn klyftan och begav sig tillbaks till D'ni. Ett antal år senare återvände han med sin fru, Leira (Keta), som då födde Atrus precis innan hon dog. Gehn lämnade sin nyfödde son hos Anna efter att ha begravt sin fru, utan att ha givit honom ett namn. Det blev i stället Anna som namngav och uppfostrade Atrus så gott hon kunde. Efter fjorton år kom Gehn åter igen till klyftan och hämtade sin son, den här gången för att sedan försvinna för gott. Efter att de båda gått, följde dock Anna efter och tog sig även hon till den förfallna staden. Där träffade hon av misstag Catherine (Katran), som Gehn hämtat från sin "Age 5" (Riven). Tillsammans skrev de då Myst, dit Anna till sist bosatte sig med Atrus och Catherine.
Det är okänt när Anna dog, men det antas vara någon gång innan handlingen i det första Mystspelet.

## Gehn
Gehn föddes år 1736 i D'ni. Han var son till Aitrus och Anna (Ti'ana) och fick själv sonen Atrus med Leira (Keta). Hans dödsdatum är okänt.

## Keta (Leira)
Leira föddes antagligen omkring år 1738 i nuvarande sydvästra USA eller norra Mexiko. Hon tillhörde en grupp Amad, D'nis ord för människorna på jordytan, som levde i närheten av "Klyftan". Det är möjligt, att hon och hennes släkt var ättlingar till de D'ni, som för århundraden sedan tog sig till ytan och bosatte sig där. Ett antal år efter D'nis fall lämnade Gehn Anna och deras hem i Klyftan och träffade Leira, som han kallade Keta och gifte sig med. Under sin graviditet blev Leira svårt sjuk och då Gehn inte såg någon annan räddning, tog han henne med sig till Anna, som var mycket kunnig i medicin. Det var dock för sent och Leira dog strax efter deras son Atrus födelse år 1755. Gehn begravde henne på Klyftans botten, där det alltsedan dess växer små, blå blommor.
Hon ses i Riven: the Sequel to Myst, på ett porträtt på Gehns skrivbord i Age 233. Skriften på kortet är följande: Till Gehn, min man och räddning. Jag hängav mig åt kärleken som räddade mig.. I samma rum finns även en inspelning av Leira, där hon säger till honom på D'nis språk Är den färdig? Du vet, att jag alltid kommer att älska dig något oerhört.